# Jean-Pierre Barillet-Deschamps

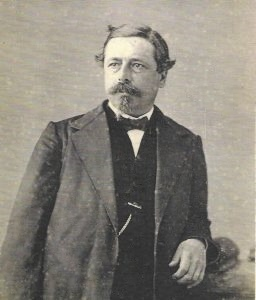

Jean-Pierre Barillet-Deschamps (1824 – 1873) è stato un architetto, giardiniere e paesaggista francese.

## Biografia
Figlio di un operaio giardiniere, divenne nel 1841 specialista di giardinaggio, formato alla scuola di capogiardinieri di «La Paternelle» (la Colonia penale di Mettray).
Divenne un ottimo orticoltore e proprietario di serre a Bordeaux, mostrando grandi capacità di organizzazione e anche commerciali.
La sua attività lo mise in evidenza presso Haussmann, che era all'epoca prefetto della Gironda e molto attivo in opere di riforestazione e riassetto del territorio, sicché quando questi divenne prefetto di Parigi lo chiamò a far parte del gruppo di tecnici di cui si stava circondando e lo nominò, sotto la supervisione dell'ingegnere Jean-Charles Alphand, primo giardiniere e capo del servizio giardini 
della città.
A Parigi Barillet-Deschamps ridisegnò il bois de Boulogne e il bois de Vincennes. Si devono alla sua opera anche l'impianto dei Giardini del Lussemburgo, il riordino del Parc Monceau, l'impianto del parc des Buttes Chaumont e il Parc Montsouris. 

Nel suo metodo di lavoro non abbandonò gli insegnamenti sansimonisti della scuola di Mettray - ferrea organizzazione del lavoro, attenzione e diffusione delle innovazioni tecniche, una scuola per preparare i giovani giardinieri di Parigi.
Professionista ormai notissimo, promosse il mestiere di giardiniere alla professione di architetto paesaggista, e in questa veste creò un'impresa specializzata e un vivaio.

Fu attivo in molte città, in Francia e all'estero:
- in Francia si devono a lui, tra gli altri, il Jardin aux fleurs di Cambrai, il Jardin Vauban a Lilla, il parc Barbieux a Roubaix, il giardino inglese dell'orto botanico di Le Mans.
- in Italia progettò la sistemazione del Parco del Valentino e uno square sulla piazza della Scala;
- a Vienna fu incaricato della risistemazione del Prater.

Lavorò anche in Belgio e in Prussia. Nel 1870 fu chiamato al Cairo dal Chedivè d'Egitto, che con l'occasione dell'apertura del Canale di Suez desiderava mostrare al mondo un Egitto europeo.
Qui contrasse la malattia polmonare che lo portò alla tomba prima di compiere i cinquant'anni.
Il giardino di Barillet-Deschamps si ispirava al giardino inglese, ed era caratterizzato da prati dislivellati, viali e laghetti dalle forme sinuose. La ricchezza e l'esotismo della decorazione vegetale e dell'arredo ben rappresentavano la modernità e la prosperità del Secondo Impero. 

Gli fu rimproverata la ripetitività dello stile, fu accusato di eclettismo e di non tener conto dello spirito dei luoghi e delle particolarità locali.
Tuttavia la sua opera, utilizzata in provincia e all'estero come modello di parco urbano a volte da seguire e altre volte da respingere, caratterizzò l'arte del giardino del XIX secolo, e lasciò la propria impronta anche sul XX.